# Wolha Nemahaj
Wolha Nemahaj (belarussisch Вольга Немагай; * 27. Mai 1989) ist eine belarussische Leichtathletin, die sich auf den Mittelstreckenlauf spezialisiert hat.

## Sportliche Laufbahn
Nemahaj errang bisher drei belarussische Meisterschaften. So konnte sie sich über die 800 Meter sowohl 2014 (2:05,34 min in Hrodna) als auch 2015 (2:06,76 min in Mahiljou [Halle]) sowie über die 1500 Meter 2016 (4:16,69 min in Hrodna) den Titelgewinn sichern.

## Persönliche Bestleistungen
- 800 Meter: 2:02,43 min, 20. Mai 2016 in Brest, Belarus
  - 800 Meter (Halle): 2:03,55 min, 12. Februar 2016 in Toruń, Polen
- 1500 Meter: 4:14,09 min, 15. Mai 2015 in Brest, Belarus
  - 1500 Meter (Halle): 4:16,95 min, 20. Februar 2016 in Mahiljou